# Степаненко Аркадій Степанович
Арка́дій Степа́нович Степане́нко (1889, Глобине — 5 вересня 1938, ГУЛАГ СССР) — заступник голови Української Центральної Ради, міністр земельних справ УНР в уряді Ісаака Мазепи. Жертва сталінського терору. 

## Біографія
Народився у містечку Глобине, Кременчузького повіту Полтавської губернії. 
Навчався в Уманському сільськогосподарському училищі. Заарештований в 1907 році, як член УСДРП, інструктор дружинників. Висланий російською владою в Березовський повіт Тобольської губернії. 
1917 чільний член УПСР і Селянської Спілки (член її ЦК). Член Української Центральної Ради (на початку 1918 року — заступник її голови). Голова Всеукраїнського з'їзду Рад робітничих, солдатських і селянських депутатів (17—18 грудня 1917 року). 1919 року — емісар ЦК УПСР при уряді Директорії. В уряді Ісаака Мазепи (серпень 1919 року) виконував обов'язки міністра земельних справ. 
Один з керівників селянського руху 1921 в Полтавській і Харківській губерніях. 
Був в еміграції, 1924 переїхав до комуністичної України. Працював заступником директора банку в Херсоні, економістом «Тракторбуду». Заарештований в 1931 році у справі «Українського національного центра», висланий на північ Росії. У 1937 заарештований в Архангельську повторно, засуджений на 5 років. Термін повністю не відбув, бо був убитий у тюрмі за вироком трійки НКВД СССР. 
Реабілітований в 1989 році.